# Ídolo de Amorgos
El ídolo de Amorgos es una escultura griega perteneciente al arte cicládico que fue encontrada en la isla de Amorgos. Tiene una altura de 1,5 metros y es una de las figuras de mayor tamaño halladas en este estilo. Está fechada en 2800-2300 a. C. y fue esculpida en mármol de Paros blanco. Actualmente se encuentra en el Museo Arqueológico Nacional de Atenas con el número de inventario NAMA N3978.
Esta estatua, junto con otras del periodo cicládico, sirvió de inspiración a diversos escultores modernos y contemporáneos, entre ellos Henry Moore.

## Descripción
La escultura representa a una mujer desnuda que ha sido considerada por algunos especialistas como una diosa de la fertilidad o la diosa madre. Destacan sus características abstractas, apreciables en una figura tan primitiva. La cabeza es alargada y está ligeramente inclinada hacia atrás. La cara es plana a excepción de la nariz, y el cuello es largo y ancho. El volumen de la figura es cilíndrico y recuerda a un tótem, de forma que mantiene la misma anchura a la altura de las piernas, las caderas, la cintura y el busto. Los brazos están recogidos por debajo de los senos, que sobresalen hacia delante. Los pies, el pubis y el cuello están marcados con incisiones de obsidiana. Las piernas están ligeramente dobladas hacia delante.

## Estilo
La estatua pertenece al denominado arte cicládico, propio de las islas Cícladas entre los años 3000 a. C. y 2000 a. C. Este estilo se caracteriza en escultura por las figuras humanas talladas en mármol blanco, a menudo mujeres, muy esquemáticas y con elementos abstractos. Se cree que su origen no es griego, ya que no comparte las características del arte griego de épocas anteriores. En cambio, se sabe que los habitantes del archipiélago procedían de la península de Anatolia.
Estas estatuas, que podían tener únicamente unos centímetros de altura, comenzaron siendo muy abstractas y con el paso del tiempo se hicieron más detalladas. Al contrario que en el ídolo de Amorgos, lo más habitual era que la silueta del busto, la cintura y las caderas estuvieran muy marcados, recordando al principio la forma de un violín. En los siglos siguientes comenzaron a tener un aspecto distinto, diferenciándose primero la cabeza, más tarde los brazos (que siempre se representaban cruzados delante de la cintura) y posteriormente la nariz y los senos, esculpidos como dos volúmenes pequeños y redondos. El contorno de los pies, piernas y pubis se marcaba con simples líneas de obsidiana. En el caso del ídolo de Amorgos, se aprecia que la técnica ha conseguido separar un poco las piernas, que están ligeramente flexionadas a la altura de las rodillas, como ocurría en ocasiones en este estilo. La cabeza es ovalada y alargada, con una leve inclinación hacia atrás, otro rasgo característico de estas representaciones. En épocas posteriores aparecieron otras figuras, a menudo masculinas y con posturas diferentes a las anteriores, conocidas como músicos.

## Técnica
La técnica utilizada pertenece al arte neolítico y aprovecha los materiales locales de las islas Cícladas, de donde es originaria la figura. El mármol blanco de Paros fue tallado con filos de obsidiana y pulido con esmeril.